# Копыриха
Копыриха — река в России, протекает по Верхотурскому и Алапаевскому районам Свердловской области. Устье реки находится в 45 км по левому берегу реки Тагил. Длина реки Копырихи составляет 18 км.

## Данные водного реестра
По данным государственного водного реестра России, Копыриха относится к Иртышскому бассейновому округу, речному бассейну Иртыша, речному подбассейну Тобола. Водохозяйственный участок — Тагил от города Нижнего Тагила и до устья.
Код объекта в государственном водном реестре — 14010501512111200005804.